# 张德隆
张德隆（1925年3月—1988年5月），河北省遵化县东二十里铺村人。中华人民共和国地方官员、干部。
1945年3月加入中国共产党。1949年10月，南下湖南，历任中共东安县委宣传部副部长、部长、县委委员；中共新田县委副书记，共青团零陵地区工委书记；共青团湖南省委秘书长、副书记、书记；共青团中央常务委员；中共湖南省委候补委员、委员；中共湖南省体委党委副书记、书记、湖南省体委党组书记、省体委主任；湖南省人民政府文教办公室副主任、省体委顾问；曾担任政协湖南省委员会常务委员和中华全国体育总会第四届委员会委员等职务。